# Croton polygonoides
Espèce
Croton polygonoides est une espèce de plantes à fleurs du genre Croton et de la famille des Euphorbiaceae, présent au Brésil (État de Santa Catarina).